# Rolf Nordenstreng
Rolf Harald Nordenstreng, född 4 februari 1878 i S:t Michel, död 4 januari 1964 i Uppsala, var en finlandssvensk författare starkt präglad av rasteoretiska resonemang.

## Biografi
Nordenstreng flyttade till Sverige vid sekelskiftet 1900 och blev svensk medborgare 1909. Han blev filosofie magister vid Helsingfors universitet 1900 och filosofie licentiat vid Uppsala universitet 1905. Nordenstreng var en flitig föreläsare och medarbetare i tidningar och tidskrifter. Han utgav ett antal editioner av fornsagor; bland annat skrev han om Ynglingaätten i boken Konungariket i havet och svenska fornkonungasagor. Han skrev uppsatser och artiklar i bland annat Finsk Tidskrift, Ord och Bild, Svensk Tidskrift, Det nya Sverige och dagstidningar. Nordenstreng ägnade rasfrågor ett speciellt intresse. Enligt honom har en högrest panna och rymlig hjärnskål varit grundvillkoret för en rik utveckling av psykisk och intellektuell kapacitet, och dessa karakteristika fanns endast bland "de högre och högsta" raserna.
I boken Finnarna som ras, folk och kulturbärare beskriver han och deklasserar kraftigt finnarna. Enligt honom var svensken individualist, finnen kollektivist. Finnarna var bättre språkforskare, historiker och inom humaniora, men inte som fysiker, kemister, geologer, medicinare eller inom andra ämnen inom naturvetenskap. "Och naturligtvis följer därmed att ingen finne har gjort någon teknisk uppfinning, som har låtit tala om sig."  Förklaringen till detta är enligt Nordenstreng den finska rasen. 
| ”                    | Finnen är drömmare, fantast, inåtvänd, grubblare, skådare; han är sällan nyttosynt, driftig, företagsam och rådsnar. ... I vad mån ha dessa lynnesdrag samband med hjärnskålens rymd och form, anletsdrag, kroppsbyggnad m.m.? Äro de kanske till större eller mindre grad naturliga hos varje yrvaket, omoget folk, och gå de med större mognad bort? Faktum är att de icke ha yppat sig i de svenska bygderna, där folkbildningsarbetet icke är äldre och det nationella väckelsearbetet är ändå färskare. ... Bland dessa talrika män av finsk stam, som vunnit vetenskaplig utbildning och ha hedrat sig och sitt folk genom vackra forskarbragder, finns tills vidaer inga naturforskare över medelmåttan. Väl har Finland icke saknat naturforskarnamn av rang, alltsedan 1700-talet; men alla dessas bärare ha varit av svensk börd. | „ |
| – Nordenstreng 1923. | |   |

Det har sagts att Nordenstreng negativa uppfattning följer en fåra som har sitt ursprung i psykologiserande förklaringar till finska inbördeskrigets uppkomst och förlopp. Många finlandssvenskar trodde att de finsktalande hade gjort uppror mot svensktalande överklass, trots att många utbildade finnar, industrimän, handlande, jordbrukare och människor från andra sociala klasser återfanns på den vita sidan. Ursprunget till kriget återfanns i själva den finska rasen.
I avsnittet Finnar och Lappar som Nordenstreng skrev till Herman Lundborgs Rasfrågor i Modern belysning beskrivs samerna som en ras som inte kan räknas till de mongolisk folken utan som en arktisk eller polar ras som har uppsugits av den mongoliska. Han beskriver dem som ytterligt småväxta (under 160 cm) samt uppger att deras huvudskål har en kort, bred form. Nordenstreng menar även att samerna övergivit nomadlivet och blivit bofasta samt därefter blandat sig med finnar och svenskar.
| ”                    | I vad mån den lapska inblandningen i svenska folkets blod varit mer eller mindre förmånlig, må rasbiologerna yttra sig om, sedan de haft tid att grundligt undersöka spörsmålet. Emellertid förefaller det snarast, som om den vore mindre lycklig och önskvärd, emedan de båda raserna, den nordiska och den lapska, äro alltför olika varandra. Den kan icke tillföra svenska folket någon fysisk styrka, snarare då tvärtom mindre livskraft, knappast heller några större andliga värden. Men väl kan den åstadkomma en brustenhet, en inre oro och slitning, som kan vålla mycken sorg och olycka. | „ |
| – Nordenstreng 1919. | |   |

I början av 1920-talet var intresset för rasfrågor mycket stort i Sverige, vilket resulterade bland annat i Anthropologia Suecica (1926). Här skrev främst Herman Lundborg och Frans Josua Linders. Men även Nordenstreng bidrog med sin uppfattning om finnar och samer. Senare utvecklade han teorin om den "östbaltiska rasen" som finnarnas ursprungliga ras, vilket också accepterades av finnarna. Men han skilde ut karelerna, vilka sades ha härstammat från "ontrusrasen". Nordenstreng menade också att det fanns representanter för den "nordiska rasen" i Finland, och att raserna var sinsemellan blandade. Han skilde alltså finnar från den "mongoliska rasen", en syn som var vanlig vid tiden för 1918. Den östbaltiska rasen var inte för Nordenstreng en mera ljushyad variant av mongoliska, som exempelvis tyska antropologer antog. Den östbaltiska rasen var liksom den nordiska rasen en annan blond ras i Nordeuropa, även om karakteristiken av finnen fortfarande liknade den från 1923 - fast med mindre fientliga ordalag. Lundborg och Linders godtog Nordenstrengs nya ras. Nordenstreng tog också avstånd från tanken på en "östeuropeisk ras"; hans negativa syn på ryssarna liknade den skandinaviska.

### Familj
Rolf Nordenstrengs föräldrar var guvernören och generallöjtnanten Hjalmar Nordenstreng och Helene Jägerhorn af Spurila. Rolf Nordenstreng var halvbror till historikern Sigurd Nordenstreng. Hans hustru Ellen Nordenstreng utgav flera böcker om blomsterodling.
Rolf Nordenstreng gravsattes den 1 februari 1964 på Örgryte gamla kyrkogård.